# Сормино
Сормино (в верховье Чернобулак) — река в России, протекает по  Саратовской и  Пензенской областям. Устье реки находится в 119 км по левому берегу реки Кадада. Длина реки составляет 21 км. Площадь водосборного бассейна — 126 км².

## Данные водного реестра
По данным государственного водного реестра России относится к Верхневолжскому бассейновому округу, водохозяйственный участок реки — Сура от истока до Сурского гидроузла, речной подбассейн реки — Сура. Речной бассейн реки — (Верхняя) Волга до Куйбышевского водохранилища (без бассейна Оки).
Код объекта в государственном водном реестре — 08010500112110000035284.